# 生化危機：惡化
《惡靈古堡：惡化》（日語：バイオハザード ディジェネレーション、Biohazard: Degeneration）是卡普空以生存恐怖遊戲「惡靈古堡系列」為原案的全程3DCG動畫電影。

## 概要
本作被設定為『惡靈古堡2』的直接續篇，及『惡靈古堡4』的日後談，亦有對『惡靈古堡5』的劇情作出銜接。

## 登場人物
配音員記述方式為原音版 / DVD・BD版。
里昂·史考特·甘乃迪（Leon S. Kennedy）
配音：保罗·梅西耶（Paul Mercier）/ 山野井仁
本片男主角，為美國政府特務。「總統女兒綁架案」過1年後被任命前往機場支援。現年28歲。
克蕾兒·雷德菲爾（Claire Redfield）
配音：埃利森·庫爾特（Alyson Court）/ 甲斐田裕子
本片女主角，「監獄島事件」後以非政府組織（NGO）的身分在世界各地奔波，從事救助生化恐怖攻擊的受害者的工作。現年26歲。
安潔拉・（Angela Miller）
配音：蘿拉·貝莉（Laura Bailey）/ 安藤麻吹
隸屬SRT（Special Response Team）的女性，負責緊急對應和人命救助的特殊部隊。對里昂抱有好感。現年29歲。
葛瑞格・葛倫（Greg Glenn）
配音：史帝芬·布倫（Steven Blum）/ 竹田雅則
與安潔拉隸屬同一支特種部隊的男性。最後為了安潔拉等人而死，變成殭屍。現年28歲。
蘭妮・曹拉（Rani Chawla）
配音：蜜雪兒·拉福（Michelle Ruff）/ 矢島晶子
父母於保護傘公司的臨床實驗中死亡，為了參加收養她的叔母所參與的開幕典禮而從印度來訪時便遭遇了生物恐怖攻擊事件。現年8歲。
朗・戴維斯（Ron Davis）
配音：麥可·索瑞治（Michael Sorich）/ 廣瀬正志
地方出身的美國上議院議員，據說和威爾法瑪（WilPharma）公司互相勾結。最後被人殺死。現年56歲。
佛瑞德里克・道寧（Frederic Downing）
配音：克里斯賓·弗里曼（Crispin Freeman）/ 江原正士
英國風紳士，威爾法瑪公司首席研究員。最後被發現私藏生物武器（G病毒）而被捕。現年44歲。
柯提斯・（Curtis Miller）
配音：羅傑·克雷格·史密斯（Roger Craig Smith）/ 小山力也
安潔拉・的哥哥。妻小於浣熊市事件中喪生，於是也加入了非政府組織，但其實是跟威爾法瑪公司互相勾結的人之一。得知事件的真相後在機場進行生物恐怖攻擊，迫使政府公開浣熊市事件的真相。最後注射G病毒而變成怪物。現年35歲。

## 製作
- 導演：神谷誠
- 監製：小林裕幸
- 共同監製：植木英則
- 製作總指揮：辻本春弘
- 編劇：菅正太郎
- CG監製：豐嶋勇作
- CG導演：土井淳
- CG製作：Digital Frontier
- 音樂：高橋哲也
- 音效導演：鶴岡洋太
- 音效設計：笠松廣司
- 字幕版翻譯：淺野倫子
- 配給：Sony Pictures Entertainment (Japan) lnc.

## 續集
本片續集《生化危機：詛咒》於2012年上映。

## 外部連結
- 惡靈古堡CG動畫官方網站（日語）
- 得利影視之官方資料